# Missy, Vaud
Missy är en ort och kommun  i distriktet Broye-Vully i kantonen Vaud, Schweiz. Kommunen har 373 invånare (2023).